# Foldit
Foldit – internetowa gra komputerowa autorstwa Setha Coopera i Adriena Treuille'a, polegająca na zwijaniu białek, będąca częścią eksperymentalnego projektu badawczego prowadzonego i rozwijanego przez Centrum Nauki o Grach Uniwersytetu w Waszyngtonie we współpracy z wydziałem biochemii tegoż uniwersytetu. Celem gry jest zwinięcie struktury wybranych białek w celu osiągnięcia najlepszego efektu; używa się przy tym różnych narzędzi dostarczonych w grze. Grać w nią może każdy, dając tym samym swój wkład w rozwój nauki. Najwyżej punktowane rozwiązania są następnie analizowane przez badaczy. Oceniają oni, czy daną konfigurację można zastosować w rzeczywistości. Naukowcy mogą użyć tych rozwiązań, aby rozwiązać problemy w prawdziwym świecie, takie jak zwalczanie chorób lub tworzenie innowacji biologicznych.
Foldit powstał na bazie innego projektu pod tytułem Rosetta@home, szybko wzbudzając zainteresowanie graczy; w styczniu 2012 roku zarejestrowanych było w nim 240 tysięcy użytkowników. Przy pomocy tej gry, dzięki kontrybucji wielu graczy, udało się dokonać analizy struktury małpiego wirusa Masona-Pfizera.